# KolibriOS
KolibriOS (рус. Коли́бриОС) — операционная система для x86-совместимых ПК, полностью написанная на ассемблере fasm и распространяемая на условиях лицензии GPL. Основана на MenuetOS и является её форком. KolibriOS является альтернативной операционной системой, так как она использует собственные стандарты и не основана на POSIX. ОС рассчитана на использование ассемблера для написания приложений, но есть и программы, написанные на языках высокого уровня (Си, C++, C--, Free Pascal, Forth, TinyPy, Oberon-07, Rust). Основные идеи ОС заключаются в минимизации потребляемых ресурсов системы, оптимизации кода программ для повышения их быстродействия, а также в использовании языка ассемблера как основного языка разработки KolibriOS и программ для неё.
Для KolibriOS разработано более 250 программ и игр, а также портировано большое количество различных приложений и эмуляторов.
В настоящий момент KolibriOS развивается благодаря усилиям трёх десятков человек, среди которых есть представители Белоруссии, Бельгии, Германии, Казахстана, Молдавии, России, Узбекистана, Украины, Эстонии и ряда других стран.

## Название
Операционная система KolibriOS получила своё название от семейства одноимённых птиц. Колибри символизирует миниатюрность и высокую скорость, которые присущи системе, и поэтому изображена на официальном логотипе. В среде разработчиков и пользователей распространено много вариантов названия операционной системы: KolibriOS (офиц.), Kolibri, KoOS, KOS, КолибриОС (офиц.), Колибри, КОС и другие.

## Особенности KolibriOS
- Поддерживает множество вариантов загрузки, в том числе с флеш-накопителя, компакт-диска и дуал-бут с основной ОС.
- GUI на основе VESA. Портированы открытые драйверы AMD и Intel.
- Среда разработки: в официальный дистрибутив входят текстовый редактор tinypad и макроассемблер fasm для разработки и сборки ядра и приложений.
- Поддержка TCP/IP-стека и некоторых сетевых карт[5].
- Основной дистрибутив имеет размер 1,44 Мб (помещается на одной 3,5″ дискете).
- Для запуска достаточно 12 мегабайт оперативной памяти и процессора Pentium I.
- Вытесняющая многозадачность, возможность создания потоков, параллельное исполнение системных вызовов.
- Страничная адресация.
- Поддержка файловых систем на чтение и запись FAT12, FAT16, FAT32, NTFS[Комментарий 1], Ext2[6], Ext3, Ext4[Комментарий 2], только для чтения XFS[7] и ISO 9660 (в том числе мультисессию).
- Поддержка звуковых кодеков AC'97 и Intel HD Audio для большинства популярных чипсетов.
- Поддержка USB (OHCI, UHCI, EHCI).
- Полностью или частично портированы такие программы, как NetSurf, DosBox, эмулятор NES, Spectrum, PSX, игры Quake, Doom, Косилка[8] и другие.
- Эта операционная система была целиком сохранена в ДНК и прочитана оттуда без ошибок[9][10].

## История версий KolibriOS
Последняя стабильная версия KolibriOS под номером 0.7.7.0 была выпущена 13 декабря 2009 года, но разработка проекта не остановилась. В ночных сборках, которые автоматически генерируются при каждом изменении исходного кода системы и прикладных программ, расположенном в SVN-репозитории KolibriOS, постоянно исправляются ошибки, появляются улучшения, новые возможности, функциональность и программы. С развитием системы появляются различные экспериментальные версии (бранчи) КолибриОС, такие, как Kolibri-A (экзоядерная версия для встраиваемых систем и разработки новых устройств PC), Kolibri-ACPI (версия для тестирования реализации ACPI), KolibriN (максимальная сборка) и другие.
| Название дистрибутива | Версия  | Дата выхода           |
| --------------------- | ------- | --------------------- |
| Menuet RE             | N1      | 30 августа 2003 года  |
| Menuet RE             | N2      | 7 октября 2003 года   |
| Menuet RE             | N3      | 26 ноября 2003 года   |
| Menuet RE             | N4      | 23 декабря 2003 года  |
| Menuet RE             | N5      | 15 февраля 2004 года  |
| Menuet RE             | N6      | 27 марта 2004 года    |
| Kolibri N1            | 0.1.0.0 | 16 мая 2004 года      |
| Menuet RE             | N7      | 11 июня 2004 года     |
| Kolibri N2            | 0.2.0.0 | 28 августа 2004 года  |
| Menuet RE             | N8      | 1 декабря 2004 года   |
| Kolibri N3            | 0.3.0.0 | 22 февраля 2005 года  |
| Kolibri N3            | 0.3.1.0 | 20 марта 2005 года    |
| Kolibri N4            | 0.4.0.0 | 7 июня 2005 года      |
| KolibriOS             | 0.5.0.0 | 4 октября 2005 года   |
| KolibriOS             | 0.5.1.0 | 12 октября 2005 года  |
| KolibriOS             | 0.5.2.0 | 2 декабря 2005 года   |
| KolibriOS             | 0.5.3.0 | 18 марта 2006 года    |
| KolibriOS             | 0.5.8.0 | 9 июля 2006 года      |
| KolibriOS             | 0.5.8.1 | 25 июля 2006 года     |
| KolibriOS             | 0.6.0.0 | 4 сентября 2006 года  |
| KolibriOS             | 0.6.3.0 | 31 октября 2006 года  |
| KolibriOS             | 0.6.5.0 | 14 февраля 2007 года  |
| KolibriOS             | 0.7.0.0 | 7 июня 2007 года      |
| KOS AZ #1             | 0.7.1.0 | 23 сентября 2007 года |
| KOS AZ #2             | 0.7.2.0 | 31 января 2008 года   |
| KolibriOS             | 0.7.3.0 | 14 февраля 2008 года  |
| KolibriOS             | 0.7.5.0 | 31 января 2009 года   |
| KolibriOS             | 0.7.7.0 | 13 декабря 2009 года  |
| KolibriN              | N8.2    | 2 марта 2013 года     |
| KolibriN              | N9      | 23 августа 2014 года  |
| KolibriN              | N10     | 12 января 2020 года   |
| KolibriN              | N10.1   | 16 апреля 2020 года   |

## Мнения
«Хакер» рассмотрел KolibriOS в 2017 году.
Dedoimedo написал обзор KolibriOS 16 марта 2012 года.
Джесси Смит из DistroWatch Weekly рассмотрела KolibriOS.
В период с января по июнь 2020 пользователи с форума Гордон Фримен и Alex2003 выпускали фанатский журнал по KolibriOS, на данный момент его выпуск прекращён.